# 무인도 탈출
"무인도 탈출"은 미국의 방송사 ABC의 텔레비전 드라마 시리즈 로스트 시즌 1의 피날레 에피소드로 시리즈 통틀어서 23~25번째 방영되는 에피소드이기도 하다. 이 에피소드의 감독은 잭 밴더, 각본은 데이먼 린델로프, 칼톤 쿠즈가 맡았다. 총 2부로 나뉘어 있는 에피소드로 1부는 2005년 5월 18일, 2부는 5월 25일에 방영되었다. 영국과 호주에서는 2부를 또 나눠 총 3부로 방영되게 되었다. 대한민국에서는 그대로 2부로 방영되었다.
이 에피소드에서는 다니엘 루소 (미라 퓰란)이 잭 셰퍼드 (매튜 폭스), 케이트 오스틴 (에반젤린 릴리), 존 로크 (테리 오퀸), 휴고 헐리 레예스 (조지 가르시아)를 데리고 난파선 '블랙 락'으로 가 다이너다이트를 챙기고 해치에 문을 열려하며 그 동안 마이클 도슨 (헤럴드 페리네우), 아들 월트 로이드 (맬컴 데이비드 켈리), 제임스 소이어 포드 (조시 홀로웨이), 권진수 (다니엘 대 킴)이 뗏목선을 만들어 섬으로부터 탈출하는 내용을 담고 있다.
무인도 탈출이란 제목은 대한민국 방영본 제목으로 미국, 캐나다 현지 방영 제목은 "Exodus"(출항)이다.